# Lista de prêmios e indicações recebidas por Matt Groening
A seguir está uma lista de prêmios e indicações recebidos pelo cartunista, roteirista, produtor, animador, músico e dublador americano Matt Groening.

## Annie Awards
| Ano  | Prêmio                                                                            | Trabalho nomeado                         | Resultado |
| ---- | --------------------------------------------------------------------------------- | ---------------------------------------- | --------- |
| 1992 | Best Animated Television Production                                               | The Simpsons                             | Venceu    |
| 1993 | Best Animated Television Production                                               | Futurama                                 | Venceu    |
| 1994 | Best Animated Television Production                                               | Os Simpsons                              | Venceu    |
| 1995 | Best Animated Television Production                                               | Os Simpsons                              | Venceu    |
| 1996 | Best Animated Television Production                                               | Os Simpsons                              | Venceu    |
| 1997 | Best Animated Television Production                                               | Os Simpsons                              | Venceu    |
| 1998 | Outstanding Achievement in an Animated Primetime or Late Night Television Program | Os Simpsons                              | Venceu    |
| 1999 | Outstanding Achievement in an Animated Television Program                         | Os Simpsons                              | Venceu    |
| 1999 | Outstanding Achievement in an Animated Television Program                         | Futurama                                 | Indicado  |
| 2000 | Outstanding Achievement in an Animated Primetime or Late Night Television Program | Os Simpsons                              | Venceu    |
| 2000 | Outstanding Achievement in an Animated Primetime or Late Night Television Program | Futurama                                 | Indicado  |
| 2001 | Outstanding Achievement in an Animated Primetime or Late Night Television Program | Os Simpsons                              | Venceu    |
| 2001 | Outstanding Achievement in an Animated Primetime or Late Night Television Program | Futurama                                 | Indicado  |
| 2002 | Outstanding Achievement in an Animated Television Production                      | Os Simpsons                              | Venceu    |
| 2002 | Outstanding Achievement in an Animated Television Production                      | Futurama                                 | Indicado  |
| 2003 | Outstanding Achievement in an Animated Television Production                      | Os Simpsons                              | Venceu    |
| 2003 | Outstanding Achievement in an Animated Television Production                      | Futurama                                 | Indicado  |
| 2004 | Outstanding Achievement in an Animated Television Production                      | Os Simpsons                              | Venceu    |
| 2008 | Best Animated Feature                                                             | The Simpsons Movie                       | Indicado  |
| 2008 | Writing in a Feature                                                              | The Simpsons Movie                       | Venceu    |
| 2008 | Best General Audience Animated TV/Broadcast                                       | Os Simpsons                              | Indicado  |
| 2008 | Best Animated Home Entertainment                                                  | Futurama: Bender's Big Score             | Venceu    |
| 2009 | Best General Audience Animated TV/Broadcast                                       | Os Simpsons                              | Indicado  |
| 2009 | Best Animated Home Entertainment                                                  | Futurama: The Beast with a Billion Backs | Venceu    |
| 2010 | Best General Audience Animated TV/Broadcast                                       | Os Simpsons                              | Indicado  |
| 2010 | Best General Audience Animated TV/Broadcast                                       | Futurama                                 | Venceu    |
| 2010 | Best Animated Home Entertainment                                                  | Futurama: Into the Wild Green Yonder     | Venceu    |
| 2011 | Best General Audience Animated TV/Broadcast                                       | Os Simpsons                              | Venceu    |
| 2011 | Best General Audience Animated TV/Broadcast                                       | Futurama                                 | Indicado  |
| 2011 | Winsor McCay Award                                                                | Winsor McCay Award                       | Venceu    |
| 2012 | Best General Audience Animated TV/Broadcast                                       | Os Simpsons                              | Venceu    |
| 2013 | Best Animated Short Subject                                                       | The Longest Daycare                      | Indicado  |
| 2014 | Best General Audience Animated TV/Broadcast                                       | Futurama                                 | Venceu    |
| 2015 | Best General Audience Animated TV/Broadcast                                       | Os Simpsons                              | Venceu    |
| 2016 | Best General Audience Animated TV/Broadcast                                       | Os Simpsons                              | Venceu    |
| 2017 | Best General Audience Animated TV/Broadcast                                       | Os Simpsons                              | Indicado  |

## Environmental Media Awards
| Ano  | Prêmio                          | Trabalho nomeado                                                        | Resultado |
| ---- | ------------------------------- | ----------------------------------------------------------------------- | --------- |
| 1991 | Best Television Episodic Comedy | The Simpsons em "Two Cars in Every Garage and Three Eyes on Every Fish" | Venceu    |
| 1992 | Best Television Episodic Comedy | Os Simpsons em "Mr. Lisa Goes to Washington"                            | Indicado  |
| 1994 | Best Television Episodic Comedy | Os Simpsons em "Bart Gets an Elephant"                                  | Venceu    |
| 1996 | Best Television Episodic Comedy | Os Simpsons em "Lisa the Vegetarian"                                    | Venceu    |
| 1997 | Best Television Episodic Comedy | Os Simpsons em "The Old Man and the Lisa"                               | Venceu    |
| 2000 | Best Television Episodic Comedy | Futurama em "The Problem with Popplers"                                 | Venceu    |
| 2002 | Best Television Episodic Comedy | Os Simpsons em "Brawl in the Family"                                    | Indicado  |
| 2003 | Best Television Episodic Comedy | Os Simpsons em Scuse Me While I Miss the Sky"                           | Indicado  |
| 2004 | Best Television Episodic Comedy | Os Simpsons em "The Fat and the Furriest'                               | Venceu    |
| 2005 | Best Television Episodic Comedy | Os Simpsons em "On a Clear Day I Can't See My Sister"                   | Indicado  |
| 2005 | Turner Award                    | Os Simpsons em "Goo Goo Gai Pan"                                        | Indicado  |
| 2006 | Best Television Episodic Comedy | Os Simpsons em "Bonfire of the Manatees"                                | Venceu    |
| 2007 | Best Television Episodic Comedy | Os Simpsons em "The Wife Aquatic"                                       | Indicado  |
| 2008 | Best Feature Film               | The Simpsons Movie                                                      | Indicado  |
| 2009 | Best Television Episodic Comedy | Os Simpsons em "The Burns and the Bees"                                 | Indicado  |
| 2011 | Best Television Episodic Comedy | Futurama em "The Futurama Holiday Spectacular"                          | Venceu    |
| 2015 | Best Television Episodic Comedy | Os Simpsons em "Opposites A-Frack"                                      | Venceu    |
| 2016 | Best Television Episodic Comedy | Os Simpsons em "Teenage Mutant Milk-Caused Hurdles"                     | Venceu    |
| 2017 | Best Television Episodic Comedy | Os Simpsons em "Trust but Clarify"                                      | Indicado  |

## Golden Globe Awards
| Ano  | Prêmio                                     | Trabalho nomeado   | Resultado |
| ---- | ------------------------------------------ | ------------------ | --------- |
| 2003 | Best Television Series – Musical or Comedy | The Simpsons       | Indicado  |
| 2008 | Best Animated Feature Film                 | The Simpsons Movie | Indicado  |

## People's Choice Awards
| Ano  | Prêmio                             | Trabalho nomeado            | Resultado |
| ---- | ---------------------------------- | --------------------------- | --------- |
| 1991 | Favorite New TV Comedy Series      | The Simpsons                | Venceu    |
| 1992 | Favorite Series Among Young People | Os Simpsons                 | Indicado  |
| 2006 | Favorite TV Comedy                 | Os Simpsons                 | Venceu    |
| 2007 | Favorite Animated Comedy           | Os Simpsons                 | Venceu    |
| 2008 | Favorite Movie Comedy              | The Simpsons Movie          | Indicado  |
| 2008 | Favorite Animated Comedy           | Os Simpsons                 | Venceu    |
| 2009 | Favorite Animated Comedy           | Os Simpsons                 | Venceu    |
| 2011 | Favorite TV Family                 | Os Simpsons em The Simpsons | Venceu    |
| 2015 | Favorite Animated TV Show          | Os Simpsons                 | Venceu    |
| 2016 | Favorite Animated TV Show          | Os Simpsons                 | Venceu    |
| 2017 | Favorite Animated TV Show          | Os Simpsons                 | Venceu    |

## Primetime Emmy Awards
| Ano  | Prêmio                                                                       | Trabalho nomeado                                        | Resultado |
| ---- | ---------------------------------------------------------------------------- | ------------------------------------------------------- | --------- |
| 1987 | Outstanding Writing for a Variety Series                                     | The Tracey Ullman Show                                  | Indicado  |
| 1988 | Outstanding Writing for a Variety Series                                     | The Tracey Ullman Show                                  | Indicado  |
| 1989 | Outstanding Writing for a Variety Series                                     | The Tracey Ullman Show                                  | Indicado  |
| 1990 | Outstanding Animated Program                                                 | The Simpsons em "Life on the Fast Lane"                 | Venceu    |
| 1990 | Outstanding Animated Program                                                 | Os Simpsons em "Simpsons Roasting on an Open Fire"      | Indicado  |
| 1991 | Outstanding Animated Program                                                 | Os Simpsons em "Homer vs. Lisa and the 8th Commandment" | Venceu    |
| 1992 | Outstanding Animated Program                                                 | Os Simpsons em "Radio Bart"                             | Indicado  |
| 1995 | Outstanding Animated Program                                                 | Os Simpsons em "Lisa's Wedding"                         | Venceu    |
| 1996 | Outstanding Animated Program                                                 | Os Simpsons em "Treehouse of Horror VI"                 | Indicado  |
| 1997 | Outstanding Animated Program                                                 | Os Simpsons em "Homer's Phobia"                         | Venceu    |
| 1998 | Outstanding Animated Program                                                 | Os Simpsons em "Trash of the Titans"                    | Venceu    |
| 1999 | Outstanding Animated Program                                                 | Os Simpsons em "Viva Ned Flanders"                      | Indicado  |
| 1999 | Outstanding Animated Program                                                 | Futurama em "A Big Piece of Garbage"                    | Indicado  |
| 2000 | Outstanding Animated Program                                                 | Os Simpsons em "Behind the Laughter"                    | Venceu    |
| 2000 | Outstanding Animated Program                                                 | Olive, the Other Reindeer                               | Indicado  |
| 2001 | Outstanding Animated Program                                                 | Os Simpsons em "HOMR"                                   | Venceu    |
| 2001 | Outstanding Animated Program                                                 | Futurama em "Amazon Women in the Mood"                  | Indicado  |
| 2002 | Outstanding Animated Program                                                 | Os Simpsons em "She of Little Faith"                    | Indicado  |
| 2002 | Outstanding Animated Program                                                 | Futurama em "Roswell That Ends Well"                    | Venceu    |
| 2003 | Outstanding Animated Program                                                 | Os Simpsons em "Three Gays of the Condo"                | Venceu    |
| 2003 | Outstanding Animated Program                                                 | Futurama em "Jurassic Bark"                             | Indicado  |
| 2004 | Outstanding Animated Program                                                 | Os Simpsons em "The Way We Weren't"                     | Indicado  |
| 2004 | Outstanding Animated Program                                                 | Futurama em "The Sting"                                 | Indicado  |
| 2005 | Outstanding Animated Program                                                 | Os Simpsons em "Future-Drama"                           | Indicado  |
| 2006 | Outstanding Animated Program                                                 | Os Simpsons em "The Seemingly Never-Ending Story"       | Venceu    |
| 2007 | Outstanding Animated Program                                                 | Os Simpsons em "The Haw-Hawed Couple"                   | Indicado  |
| 2008 | Outstanding Animated Program                                                 | Os Simpsons em "Eternal Moonshine of the Simpson Mind"  | Venceu    |
| 2009 | Outstanding Animated Program                                                 | Os Simpsons em "Gone Maggie Gone"                       | Indicado  |
| 2010 | Outstanding Animated Program                                                 | Os Simpsons em "Once Upon a Time in Springfield"        | Indicado  |
| 2011 | Outstanding Animated Program                                                 | Os Simpsons em "Angry Dad: The Movie"                   | Indicado  |
| 2011 | Outstanding Animated Program                                                 | Futurama em "The Late Philip J. Fry"                    | Venceu    |
| 2012 | Outstanding Animated Program                                                 | Os Simpsons em "Holidays of Future Passed"              | Indicado  |
| 2012 | Outstanding Animated Program                                                 | Futurama em "The Tip of the Zoidberg"                   | Indicado  |
| 2013 | Outstanding Animated Program                                                 | Os Simpsons em "Treehouse of Horror XXIII"              | Indicado  |
| 2014 | Outstanding Animated Program                                                 | Futurama em "Meanwhile"                                 | Indicado  |
| 2015 | Outstanding Animated Program                                                 | Os Simpsons em "Treehouse of Horror XXV"                | Indicado  |
| 2016 | Outstanding Animated Program                                                 | Os Simpsons em "Halloween of Horror"                    | Indicado  |
| 2017 | Outstanding Animated Program                                                 | Os Simpsons em "The Town"                               | Indicado  |
| 2017 | Original Creative Achievement in Interactive Media within a Scripted Program | Os Simpsons em Planet of the Couches                    | Indicado  |
| 2018 | Outstanding Animated Program                                                 | Os Simpsons em "Gone Boy"                               | Indicado  |
| 2019 | Outstanding Animated Program                                                 | Os Simpsons em "Mad About the Toy"                      | Venceu    |
| 2020 | Outstanding Animated Program                                                 | Os Simpsons em "Thanksgiving of Horror"                 | Indicado  |

## TCA Awards
| Ano  | Prêmio                            | Trabalho nomeado          | Resultado |
| ---- | --------------------------------- | ------------------------- | --------- |
| 1990 | Outstanding Achievement in Comedy | The Simpsons              | Venceu    |
| 1990 | Program of the Year               | Os Simpsons               | Indicado  |
| 1991 | Outstanding Achievement in Comedy | Os Simpsons               | Indicado  |
| 1992 | Program of the Year               | Os Simpsons               | Indicado  |
| 1992 | Outstanding Achievement in Comedy | Os Simpsons               | Indicado  |
| 1993 | Program of the Year               | Os Simpsons               | Indicado  |
| 1993 | Outstanding Achievement in Comedy | Os Simpsons               | Indicado  |
| 1994 | Outstanding Achievement in Comedy | Os Simpsons               | Indicado  |
| 1996 | Outstanding Achievement in Comedy | Os Simpsons               | Indicado  |
| 1999 | Individual Achievement in Comedy  | The Simpsons and Futurama | Indicado  |
| 2002 | Heritage Award                    | Os Simpsons               | Venceu    |

## Teen Choice Awards
| Ano  | Prêmio                               | Trabalho nomeado   | Resultado |
| ---- | ------------------------------------ | ------------------ | --------- |
| 2000 | Choice TV Show: Comedy               | The Simpsons       | Indicado  |
| 2001 | Choice TV Show: Comedy               | Os Simpsons        | Indicado  |
| 2002 | Choice TV Show: Comedy               | Os Simpsons        | Indicado  |
| 2004 | Choice TV Show: Comedy               | Os Simpsons        | Indicado  |
| 2005 | Choice TV Show: Comedy               | Os Simpsons        | Indicado  |
| 2006 | Choice Animated Series               | Os Simpsons        | Indicado  |
| 2007 | Choice Animated Series               | Os Simpsons        | Venceu    |
| 2007 | Choice Summer Movie - Comedy/Musical | The Simpsons Movie | Indicado  |
| 2008 | Choice Animated Series               | Os Simpsons        | Indicado  |
| 2009 | Choice Animated Series               | Os Simpsons        | Indicado  |
| 2011 | Choice Animated Series               | Os Simpsons        | Venceu    |
| 2012 | Choice Animated Series               | Os Simpsons        | Venceu    |
| 2013 | Choice Animated Series               | Os Simpsons        | Venceu    |
| 2014 | Choice Animated Series               | Os Simpsons        | Venceu    |
| 2015 | Choice Animated Series               | Os Simpsons        | Indicado  |
| 2016 | Choice Animated Series               | Os Simpsons        | Indicado  |
| 2018 | Choice Animated Series               | Os Simpsons        | Indicado  |

## Outros prêmios
| Ano  | Prêmio                                                            | Trabalho nomeado                                  | Resultado |
| ---- | ----------------------------------------------------------------- | ------------------------------------------------- | --------- |
| 1991 | Kids' Choice Award for Favorite TV Show                           | The Simpsons                                      | Venceu    |
| 1991 | MTV Video Music Award for Best Visual Effects                     | "Do the Bartman"                                  | Indicado  |
| 1993 | Genesis Award for Best Television Comedy Series                   | Os Simpsons                                       | Venceu    |
| 1993 | Saturn Award for Best Network Television Series                   | Os Simpsons                                       | Venceu    |
| 1994 | Genesis Award for Best Television Prime Time Animated Series      | Os Simpsons em "Whacking Day"                     | Venceu    |
| 1994 | Saturn Award for Best Network Television Series                   | Os Simpsons                                       | Indicado  |
| 1995 | Genesis Award for Best Television Comedy Series                   | Os Simpsons em "Bart Gets an Elephant"            | Venceu    |
| 1995 | Saturn Award for Best Network Television Series                   | Os Simpsons                                       | Indicado  |
| 1996 | Saturn Award for Best Network Television Series                   | Os Simpsons                                       | Indicado  |
| 1996 | Kids' Choice Award for Favorite Cartoon                           | Os Simpsons                                       | Indicado  |
| 1997 | GLAAD Media Award for Outstanding TV - Individual Episode         | Os Simpsons em "Homer's Phobia"                   | Venceu    |
| 1997 | Kids' Choice Award for Favorite Cartoon                           | Os Simpsons                                       | Indicado  |
| 1997 | Saturn Award for Best Network Television Series                   | Os Simpsons                                       | Indicado  |
| 1997 | Peabody Award                                                     | Os Simpsons                                       | Venceu    |
| 1998 | British Academy Television Award for Best International Programme | Os Simpsons                                       | Indicado  |
| 1998 | Kids' Choice Award for Favorite Cartoon                           | Os Simpsons                                       | Indicado  |
| 1998 | Saturn Award for Best Network Television Series                   | Os Simpsons                                       | Indicado  |
| 1999 | British Academy Television Award for Best International Programme | Os Simpsons                                       | Indicado  |
| 1999 | Kids' Choice Award for Favorite Cartoon                           | Os Simpsons                                       | Indicado  |
| 1999 | Saturn Award for Best Genre Network Series                        | Os Simpsons                                       | Indicado  |
| 2000 | British Comedy Award for Best International Comedy Show           | Os Simpsons                                       | Venceu    |
| 2000 | Kids' Choice Award for Favorite Cartoon                           | Os Simpsons                                       | Indicado  |
| 2000 | Satellite Award for Best Television Series – Musical or Comedy    | Os Simpsons                                       | Indicado  |
| 2001 | American Comedy Award for Funniest Animated Series                | Os Simpsons                                       | Venceu    |
| 2001 | Kids' Choice Award for Favorite Cartoon                           | Os Simpsons                                       | Indicado  |
| 2002 | British Comedy Award for Outstanding Contribution to Comedy       | Os Simpsons                                       | Venceu    |
| 2002 | Kids' Choice Award for Favorite Cartoon                           | Os Simpsons                                       | Venceu    |
| 2002 | Reuben Award for Outstanding Cartoonist of the Year               | Life in Hell                                      | Venceu    |
| 2002 | Young Artist Award for Best Family TV Comedy Series               | Os Simpsons                                       | Indicado  |
| 2003 | AFI Award for TV Program of the Year                              | Os Simpsons                                       | Venceu    |
| 2003 | Kids' Choice Award for Favorite Cartoon                           | Os Simpsons                                       | Indicado  |
| 2004 | British Comedy Award for Best International Comedy Show           | Os Simpsons                                       | Venceu    |
| 2004 | British Comedy Award for Outstanding Contribution to Comedy       | Os Simpsons                                       | Venceu    |
| 2004 | Australian Kids' Choice Award for Fave Video Game                 | Os Simpsons                                       | Venceu    |
| 2004 | Kids' Choice Award for Favorite Cartoon                           | Os Simpsons                                       | Indicado  |
| 2004 | Young Artist Award for Best Family TV Comedy Series               | Os Simpsons                                       | Indicado  |
| 2004 | Australian Kids' Choice Awards for Fave TV show                   | Os Simpsons                                       | Venceu    |
| 2005 | British Comedy Award for Best International Comedy Show           | Os Simpsons                                       | Venceu    |
| 2005 | DVDX Award for Best Audio Commentary (New for DVD)                | Os Simpsons                                       | Indicado  |
| 2005 | Australian Kids' Choice Awards for Fave TV show                   | Os Simpsons                                       | Venceu    |
| 2005 | Kids' Choice Award for Favorite Cartoon                           | Os Simpsons                                       | Indicado  |
| 2005 | Saturn Award for Best Television DVD Release                      | Os Simpsons                                       | Indicado  |
| 2006 | Australian Kids' Choice Awards for Fave TV show                   | Os Simpsons                                       | Venceu    |
| 2006 | Kids' Choice Award for Favorite Cartoon                           | Os Simpsons                                       | Indicado  |
| 2006 | Satellite Award for Best DVD Release of a TV Show                 | Os Simpsons                                       | Venceu    |
| 2007 | British Comedy Award for Best International Comedy Show           | Os Simpsons                                       | Indicado  |
| 2007 | Australian Kids' Choice Awards for Fave Toon                      | Os Simpsons                                       | Indicado  |
| 2007 | Genesis Award: Sid Caesar Comedy Award                            | Os Simpsons                                       | Venceu    |
| 2007 | UK Kids' Choice Award for Best Cartoon                            | Os Simpsons                                       | Venceu    |
| 2007 | Chicago Film Critics Association Award for Best Animated Film     | The Simpsons Movie                                | Indicado  |
| 2007 | British Comedy Award for Best Comedy Film                         | The Simpsons Movie                                | Venceu    |
| 2007 | MTV Movie Awards for Best Summer Movie You Haven't Seen Yet       | The Simpsons Movie                                | Indicado  |
| 2007 | National Movie Award for Best Animation                           | The Simpsons Movie                                | Venceu    |
| 2007 | UK Kids' Choice Award for Best Movie                              | The Simpsons Movie                                | Venceu    |
| 2007 | Satellite Award for Best Animated or Mixed Media Feature          | The Simpsons Movie                                | Indicado  |
| 2007 | Kids' Choice Award for Favorite Cartoon                           | Os Simpsons                                       | Indicado  |
| 2007 | Spike Video Game Award for Best Game Based on a Movie or TV Show  | The Simpsons Game                                 | Venceu    |
| 2008 | Online Film Critics Society Award for Best Animated Film          | The Simpsons Movie                                | Indicado  |
| 2008 | Critics' Choice Movie Award for Best Animated Feature             | The Simpsons Movie                                | Indicado  |
| 2008 | Producers Guild of America Award for Best Animated Motion Picture | The Simpsons Movie                                | Indicado  |
| 2008 | BAFTA Award for Best Animated Film                                | The Simpsons Movie                                | Indicado  |
| 2008 | Saturn Award for Best Animated Film                               | The Simpsons Movie                                | Indicado  |
| 2008 | Kids' Choice Award for Favorite Cartoon                           | Os Simpsons                                       | Indicado  |
| 2008 | Kids' Choice Award for Favorite Animated Movie                    | The Simpsons Movie                                | Indicado  |
| 2008 | Australian Kids' Choice Awards for Fave TV show                   | Os Simpsons                                       | Venceu    |
| 2008 | Satellite Award for Best DVD Release of a TV Show                 | Os Simpsons                                       | Indicado  |
| 2008 | Prism Award for Comedy Series Episode                             | Os Simpsons em Crook and Ladder                   | Venceu    |
| 2009 | Genesis Award: Sid Caesar Comedy Award                            | Os Simpsons                                       | Venceu    |
| 2009 | Australian Kids' Choice Awards for Fave TV show                   | Os Simpsons                                       | Venceu    |
| 2009 | Kids' Choice Award for Favorite Cartoon                           | Os Simpsons                                       | Indicado  |
| 2009 | Prism for Best Comedy Episode                                     | Os Simpsons em "Smoke on the Daughter"            | Indicado  |
| 2010 | Kids' Choice Award for Favorite Cartoon                           | Os Simpsons                                       | Indicado  |
| 2010 | Prism for Best Comedy Episode                                     | Os Simpsons em "The Good, the Sad and the Drugly" | Indicado  |
| 2011 | The Comedy Award for Animated Comedy Series                       | Os Simpsons                                       | Indicado  |
| 2011 | The Comedy Award for Comedy Writing                               | Os Simpsons                                       | Indicado  |
| 2012 | The Comedy Award for Animated Comedy Series                       | Os Simpsons                                       | Indicado  |
| 2012 | Comic Con Icon Award                                              | Comic Con Icon Award                              | Venceu    |
| 2012 | Hollywood Walk of Fame                                            | Hollywood Walk of Fame                            | Venceu    |
| 2013 | Animation Writers Caucus Animation Award                          | Animation Writers Caucus Animation Award          | Venceu    |
| 2013 | Critics' Choice Television Award for Best Animated Series         | Os Simpsons                                       | Indicado  |
| 2014 | Critics' Choice Television Award for Best Animated Series         | Os Simpsons                                       | Indicado  |
| 2015 | Critics' Choice Television Award for Best Animated Series         | Os Simpsons                                       | Indicado  |
| 2016 | Critics' Choice Television Award for Best Animated Series         | Os Simpsons                                       | Indicado  |
| 2016 | Prism for Best Comedy Episode                                     | Os Simpsons em "Puffless"                         | Indicado  |
| 2017 | Saturn Award for Best Animated Series or Film on Television       | Os Simpsons                                       | Indicado  |
| 2018 | Critics' Choice Television Award for Best Animated Series         | Os Simpsons                                       | Indicado  |
| 2018 | Kids' Choice Award for Favorite Cartoon                           | Os Simpsons                                       | Indicado  |
| 2018 | Saturn Award for Best Animated Series or Film on Television       | Os Simpsons                                       | Indicado  |
| 2019 | Critics' Choice Television Award for Best Animated Series         | Os Simpsons                                       | Indicado  |
| 2019 | Saturn Award for Best Animated Series or Film on Television       | Os Simpsons                                       | Indicado  |
| 2020 | Critics' Choice Television Award for Best Animated Series         | Os Simpsons                                       | Indicado  |